# Simetria conforme
En física teòrica, la simetria conforme de l'espaitemps és una extensió de la simetria del grup de Poincaré, que inclou transformacions geomètriques conformes especials i homotècies (dilatacions). La simetria conforme té 15 graus de llibertat: 10 per al grup de Poincaré, 4 per les transformacions conformes especials, i 1 per a l'homotècia (dilatació).
Harry Bateman i Ebenezer Cunningham foren els primers a estudiar la simetria conforme de les equacions de Maxwell. Van anomenar "transformació d'ona esfèrica" a l'expressió genèrica de la simetria conforme.

## Generadors i relacions de commutació

Reixat de coordenades previ a una transformació conforme especial

El grup conforme té la representació següent:
{\displaystyle {\begin{aligned}&M_{\mu \nu }\equiv i(x_{\mu }\partial _{\nu }-x_{\nu }\partial _{\mu })\,,\\&P_{\mu }\equiv -i\partial _{\mu }\,,\\&D\equiv -ix_{\mu }\partial ^{\mu }\,,\\&K_{\mu }\equiv i(x^{2}\partial _{\mu }-2x_{\mu }x_{\nu }\partial ^{\nu })\,,\end{aligned}}}
on {\displaystyle M_{\mu \nu }} són els generadors de Lorentz, {\displaystyle P_{\mu }} genera translacions, {\displaystyle D} genera transformacions d'escala (també conegudes com a dilatacions) i {\displaystyle K_{\mu }} genera les transformacions conformes especials.
Les relacions de commutació són les següents:
{\displaystyle {\begin{aligned}&[D,K_{\mu }]=-iK_{\mu }\,,\\&[D,P_{\mu }]=iP_{\mu }\,,\\&[K_{\mu },P_{\nu }]=2i\eta _{\mu \nu }D-2iM_{\mu \nu }\,,\\&[K_{\mu },M_{\nu \rho }]=i(\eta _{\mu \nu }K_{\rho }-\eta _{\mu \rho }K_{\nu })\,,\\&[P_{\rho },M_{\mu \nu }]=i(\eta _{\rho \mu }P_{\nu }-\eta _{\rho \nu }P_{\mu })\,,\\&[M_{\mu \nu },M_{\rho \sigma }]=i(\eta _{\nu \rho }M_{\mu \sigma }+\eta _{\mu \sigma }M_{\nu \rho }-\eta _{\mu \rho }M_{\nu \sigma }-\eta _{\nu \sigma }M_{\mu \rho })\,,\end{aligned}}}

El mateix reixat després d'una transformació conforme especial

mentre que altres commutadors són nuls. {\displaystyle D} és un escalar i {\displaystyle K_{\mu }}un vector covariant sota les transformacions de Lorentz. (La definició del tensor {\displaystyle \eta _{\mu \nu }} s'omet).
Les transformacions conformes especials venen donades per
{\displaystyle x^{\mu }\to {\frac {x^{\mu }-a^{\mu }x^{2}}{1-2a\cdot x+a^{2}x^{2}}}},
on {\displaystyle a^{\mu }} és un paràmetre que descriu la transformació. La transformació conforme especial també pot ser escrita com {\displaystyle x^{\mu }\to x'^{\mu }}, on
{\displaystyle {\frac {{x}'^{\mu }}{{x'}^{2}}}={\frac {x^{\mu }}{x^{2}}}-a^{\mu },}
mostrant que consisteix d'una inversió, seguida d'una translació, i seguida d'una segona inversió.
Dins d'un espaitemps bidimensional, les transformacions del grup conforme són les transformacions conformes i n'hi ha una infinitat d'elles.
Amb més de 2 dimensions, les transformacions conformes Euclidianes "mapegen" cercles en cercles, i hiperesferes en hiperesferes amb una línia recta considerada un cercle degenerat i un hiperplà considerat un hipercercle degenerat.
Amb més de 2 dimensions de Lorentz, les transformacions conformes "mapegen" raigs nuls a raigs nuls, i cons de llum a cons de llum amb un hiperplà nul sent un con de llum degenerat.

## Usos
El més gran grup de simetria (global) possible d'una teoria de camps interactuants no-supersimètrica és un producte directe del grup conforme amb un grup intern. Aquestes teories són conegudes com a teories de camp conforme (CFT).
Un aplicació particular de les simetries conformes és en fenòmens crítics (transicions de fase de segon ordre) en sistemes amb interaccions locals. Les fluctuacions d'aquests sistemes són invariants conformes al punt crític. Aquest fet permet la classificació de les classes d'universalitat de les transicions de fase en termes de teories de camp conforme. La invariància conforme apareix també en turbulència bidimensional amb un nombre de Reynolds elevat.
Moltes teories estudiades en física de partícules admeten la simetria conforme. Un exemple famós és la teoria de Yang-Mills supersimètrica amb N = 4. En teoria de cordes, la superfície de l'univers és descrita per una teoria de camps conforme acoblada a la gravetat bidimensional.